# Каберник
Каберник је насељено мјесто у општини Вишеград, Република Српска, БиХ. Према попису становништва из 2013. у насељу је живјело 64 становника.

## Становништво
| Националност       | 1991. | 1981. | 1971. | 1961. |
| Муслимани          | 343   | 345   | 424   |       |
| Срби               | 48    | 15    | 18    |       |
| Југословени        |       | 9     |       |       |
| остали и непознато | 2     | 2     |       |       |
| укупно             | 393   | 371   | 442   | '     |

| Демографија | Демографија | Демографија |
| Година      | Становника  | Становника  |
| ----------- | ----------- | ----------- |
| 1971.       | 442         |             |
| 1981.       | 371         |             |
| 1991.       | 393         |             |